# Pauluskerk (Baarn)
De Pauluskerk is een van oorsprong romaans kerkgebouw met later toegevoegde gotische elementen in de Nederlandse stad Baarn. Het is een protestantse kerk en wordt ook wel de Grote of de H. Pauluskerk genoemd.

## Beschrijving
De kerk werd rond 1385 gebouwd en was tot 1580 een rooms-katholieke kerk. Ze is gesitueerd op het hoogste punt van het centrum van de stad Baarn, aan de Brink. De kerk kan in 2008 zeshonderd mensen plaats bieden en is het oudste rijksmonument in Baarn. De toren met een hoogte van 43 meter staat naast de middenas van de kerk. De toren bevond zich oorspronkelijk in het midden van het schip, na de verbouwing in de zeventiende eeuw kwam de toren uit het midden te staan. De toren is opgenomen in de bouwmassa van het schip en telt twee geledingen. De onderste geleding is voorzien van galmgaten, de bovenste van vensters. In de toren bevinden zich op de begane grond en de tweede verdieping cachots, die tot 1900 gebruikt werden om zwervers en landlopers tijdelijk onder te brengen. De door de Duitse bezetting (1940-'45) gestolen klok dateerde uit de zestiende eeuw. Op de huidige grote klok staat de tekst Door Duitse dwinglandij ging d'eerste klok verloren / Uit burgerzin werd ik, de tweede, thans geboren. Het carillon heeft 44 klokken, die meestal via een computer bestuurd, maar ook geregeld met de hand worden bespeeld.

## Religie
Tot 1580 was het een rooms-katholieke kerk en viel het onder de Utrechtse Paulusabdij. In de kerstnacht van 1580 werd het overgenomen door de hervormden, in opdracht van de Staten van Utrecht. In de vijftiende eeuw is het koor vergroot met een driezijdige aanbouw. Tevens werd toen het schip tot naast de toren doorgetrokken en de toren werd verhoogd tot de huidige geleding met de galmgaten. Later, in de zestiende eeuw, verrees naast het koor een consistorie. In 1638 kwam er een tweede beuk naast de kerk en kreeg de toren de hoogte die hij nu heeft. Na stormschade zijn er in de achttiende eeuw herstelwerkzaamheden uitgevoerd. In 1888 werd het liturgisch centrum verplaatst van de west- naar de oostkant van de kerk.

## Begrafenissen
Tot 1 januari 1829 werden alle Baarnse overledenen begraven rond deze (hervormde) kerk, ook de katholieken. De rijken wilden het liefst in de kerk of zo dicht mogelijk bij de kerk begraven worden. Dit had als gevolg dat er nogal een penetrante geur in de kerk hing. Er kwamen scheuren in de vloeren en de vloeren verzakten. Door de ontbinding van de dode lichamen kwam de geur in de kerk. Daarom werd begraven in en om de kerk verboden. De hervormden en de katholieken kregen vanaf die tijd een eigen begraafplaats. Heden ten dage zijn nog delen van de grafmonumenten zien in de kerk. In de kerk lag een grafzerk van Dirck van Zuylen (†1635), heer van Drakenburg en diens vrouw Agnes van Brakel (†1638). Deze steen is vrijwel ongeschonden bewaard gebleven.  Van het kerkhof rondom de kerk is niets meer over. Doordat de begraafplaats nu buiten de kerk was, miste de kerk hierdoor inkomsten. Men betaalde niet meer de kerk, maar de gemeente. Daarom kwam er een overeenkomst tussen de kerk en de gemeente. De gemeente moest de kerk jaarlijks ƒ 21,40 betalen. Op 30 januari 1914 werd deze overeenkomst afgekocht met ƒ 250,00. Toen de begraafplaats te vol werd, kocht de kerk in 1919 grond van koningin-regentes Emma om een nieuwe algemene begraafplaats te maken. Deze kwam aan de Torenlaan.

## Hofkerkbank
In de zeventiende eeuw kwam er een overhuifde hofkerkbank, speciaal voor stadhouder Willem III die in Soestdijk woonde. Boven de bank prijkt het door de familie Oranje-Nassau gevoerde wapen met als onderschrift de spreuk van de Orde van de Kouseband: Honi soit qui mal y pense ('Schande aan hem die er kwaad van denkt'). De hofbank was tot 1930 voorzien van draperieën en de banken waren afsluitbaar. Prinses Juliana was de laatste die in de bank heeft gezeten als koninklijk lid. Alleen als het druk is mogen er gelovigen in de bank zitten, anders wordt de bank vrijgehouden voor een lid van het koninklijk huis dat eventueel in de kerk komt. Tijdens het verblijf van koningin-moeder Emma van Waldeck Pyrmont stond er in de hofbank een voor haar gemaakte stoel op korte pootjes. Omdat zij klein van stuk was kon zij anders niet met haar voeten bij de grond. Deze stoel wordt bewaard op de zolder van de Pauluskerk. Op de kerkbank ligt de Statenbijbel, die prins Hendrik de Zeevaarder kreeg aangeboden door het kerkbestuur ter gelegenheid van diens vijftigste verjaardag. Prins Hendrik, zoon van kroonprins Willem II en Anna Paulowna werd op 18 juli 1820 in de Pauluskerk gedoopt.
De tweede bank naast de hofbank is de burgemeestersbank.

## Preekstoel
De eiken preekstoel dateert uit ongeveer 1635. De vroegere versieringen op de vlakke delen werden later verwijderd. In 1888 stond de kansel aan de oostzijde van de kerk. D ingang van de kerk was toen onder de toren, rechts van de kansel.

## Doopvont
De bij de Reformatie verdwenen achthoekige stenen doopvont werd in 1888 voor de helft teruggevonden. Een kleine honderd jaar later werd ook de andere helft gevonden. In 1976 werd de twee delen weer aan elkaar geplakt en als geheel in de kerk geplaatst. Het doopvont is versierd met vier koppen, vermoedelijk het symbool van de vier stromen van het paradijs: Tigris, Eufraat, Nijl en Ganges. In 2011 kreeg de vont een doopschaal van messing.

## Recente restauraties
In 1995 kreeg het orgel, in 1959 gebouwd door D.A. Flentrop Zaandam groot onderhoud en herintonatie. In 2008 en 2009 wordt de intonatie aangepast en worden enkele dispositiewijzigingen doorgevoerd, waarbij bewust geen rekening is gehouden met het tot dan goed bewaarde karakteristieke klankbeeld.
In 2005 werden in opdracht van de gemeente de wijzerplaten van de vier uurwerken op de toren gerestaureerd. Hierbij werden de platen ontdaan van oxidatie, de kleuren opgehaald en het bladgoud vervangen.

## Afbeeldingen

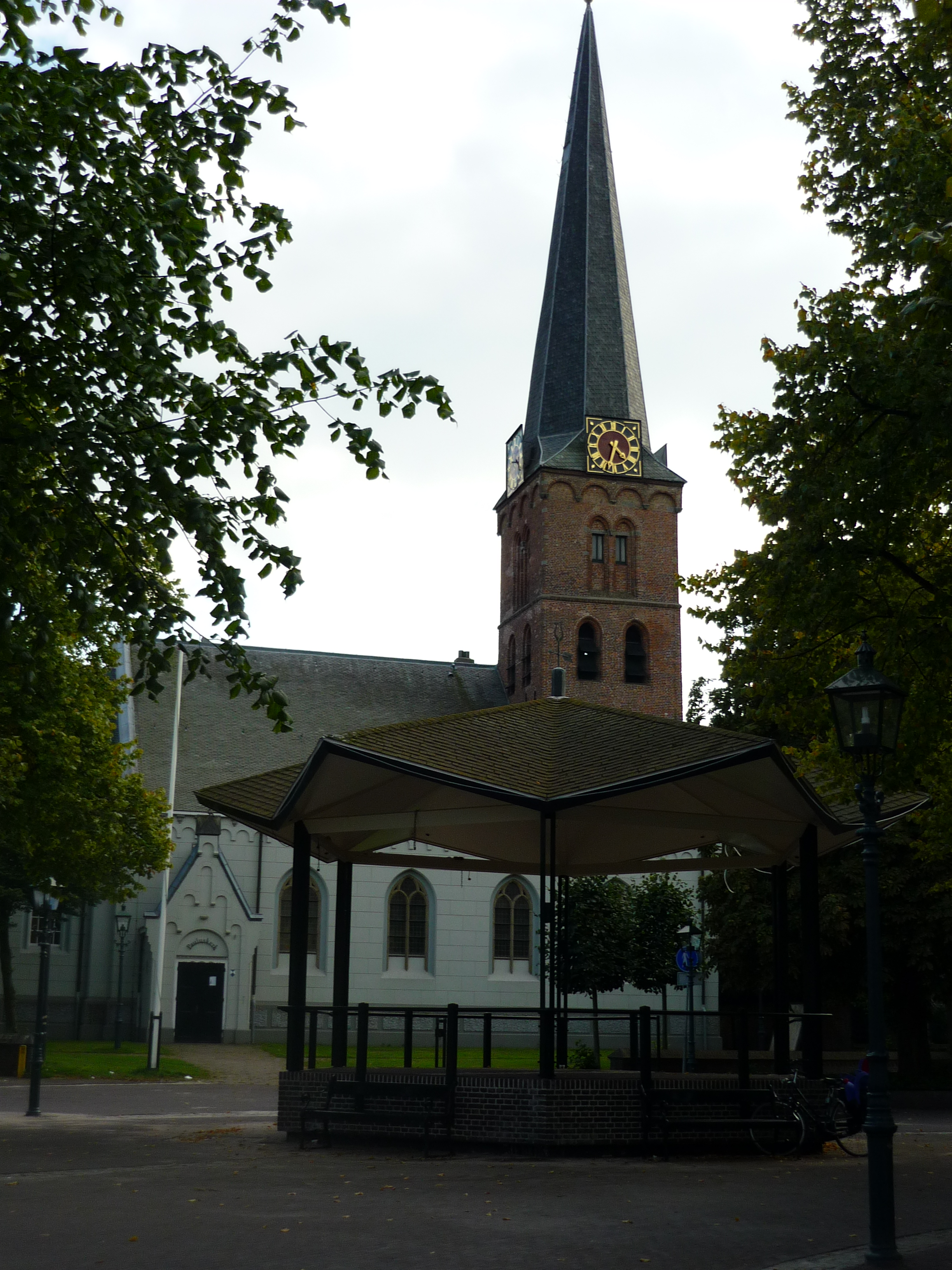
De Pauluskerk achter de muziektent (2008)
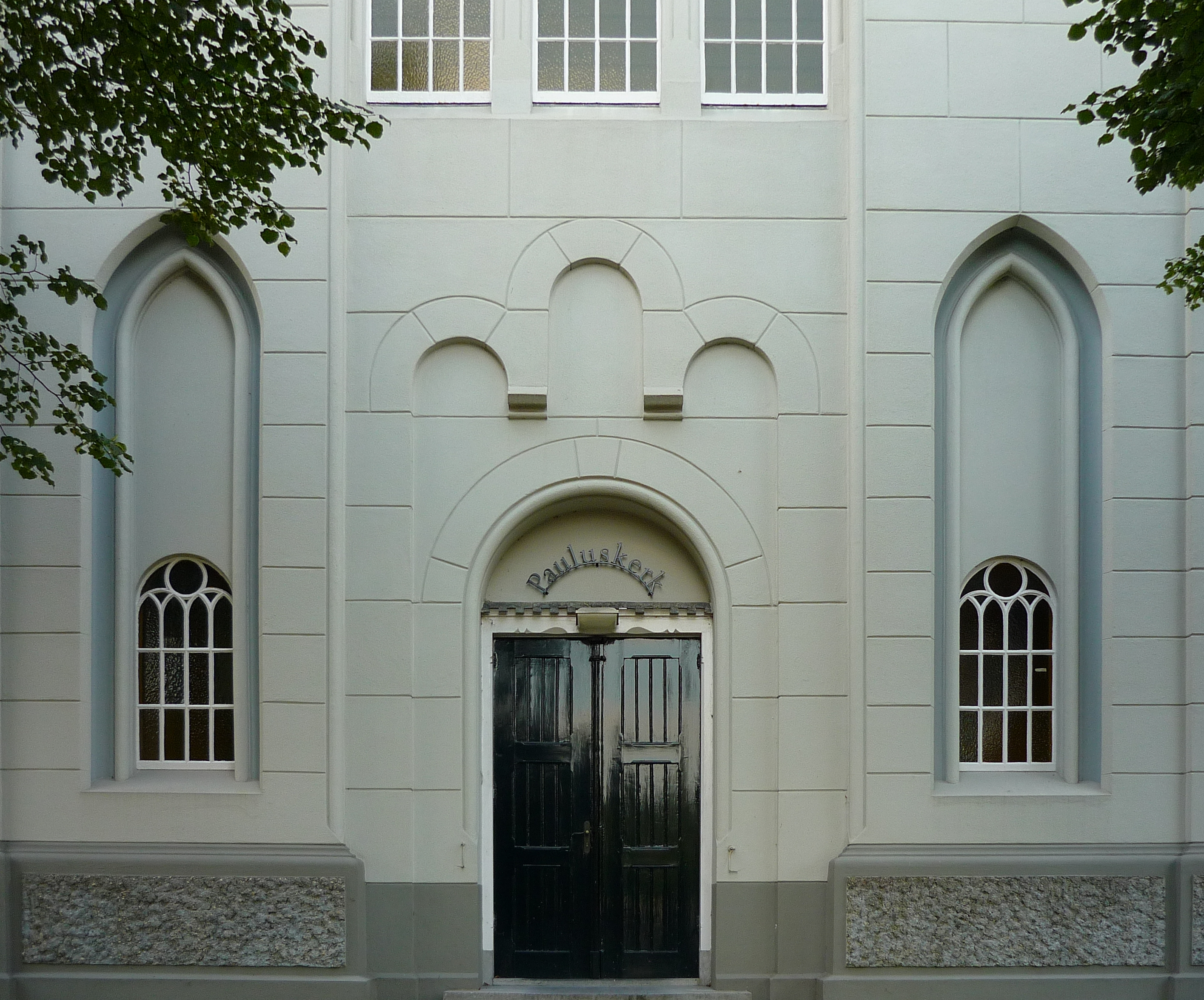
Deur aan de voorkant van de kerk (2008)
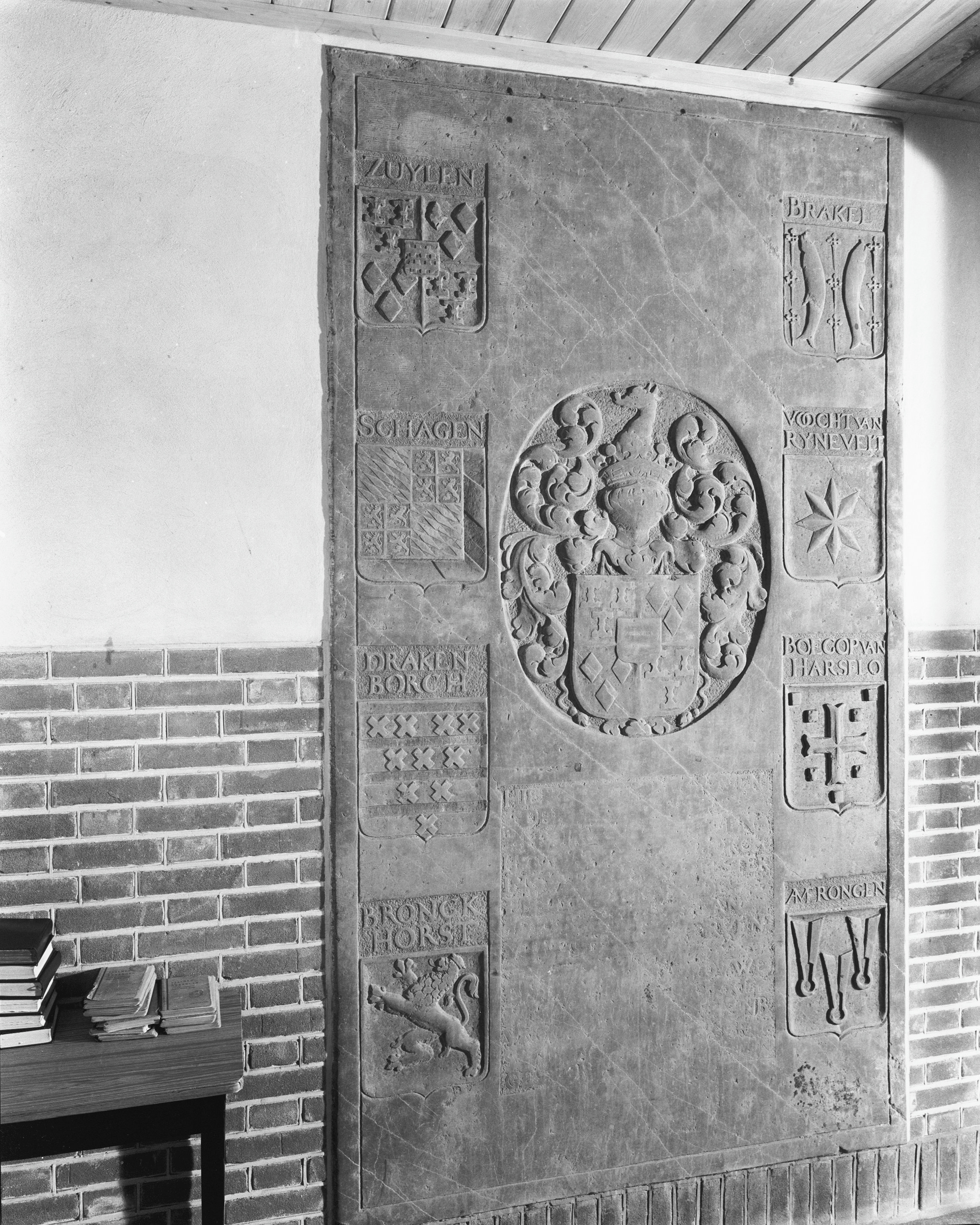
Grafsteen van Dirk van Zuylen in de kerk (1965)
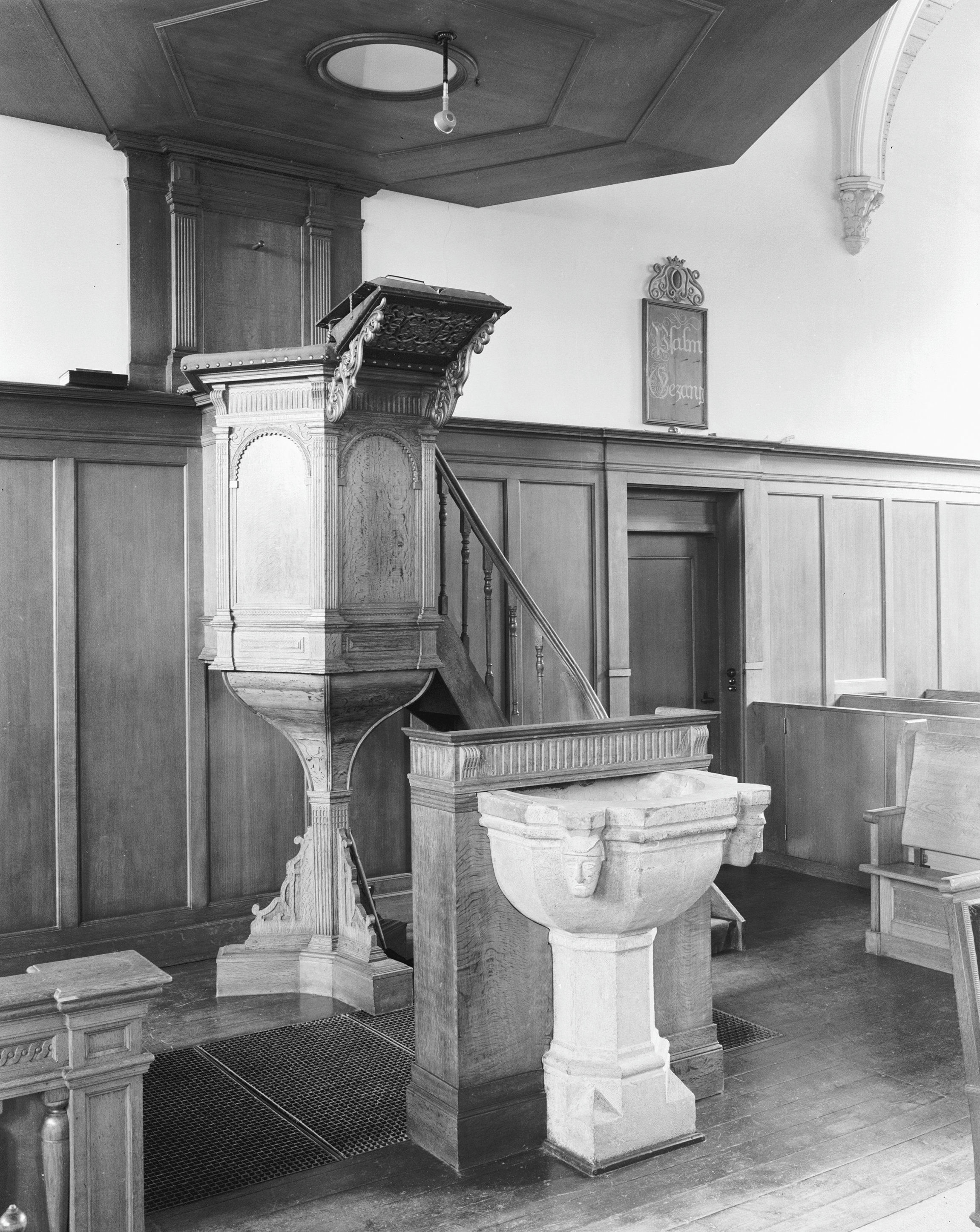
Preekstoel en half doopvont (1965)